# Anserall
Anserall es una localidad perteneciente al municipio de Valles del Valira, en la provincia de Lérida, comunidad autónoma de Cataluña, España. En 2019 contaba con 88 habitantes.

## Geografía humana

### Demografía
| Gráfica de evolución demográfica de Anserall entre 1842 y 1960 |
| |
| Población de derecho según los censos de población del INE Población de hecho según los censos de población del INEEntre el censo de 1857 y el anterior, crece el término del municipio porque incorpora a 255082 (Calvinya) Entre el censo de 1970 y el anterior, este municipio desaparece porque se integra en el municipio 25239 (Valles del Valira) |